# دار الخلاعة
دار الخلاعة (وتعني المنزل الشاطئي باللهجة التونسية) مسلسل كوميدي تونسي بث على قناة  تونس 7 في رمضان 2010 من تأليف حاتم بلحاج وإخراج أحمد رجب ونبيل بالسيدة.

## القصة
كريّم، خبير محاسب، يقرر قضاء عطلته الصيفية مع زوجته الجديدة حياة، التي تصغره سنًا. يدعو شقيقتي حياة، هادية وهناء، لقضاء العطلة معهما في منزل على البحر في منطقة الوطن القبلي، رفقة عائلاتهما. فتدور عدة مواقف كوميدية مع بهاء، زوج هادية الجاد وأستاذ الأنثروبولوجيا في جامعة السوربون بباريس، ومع عميرات، زوج هناء الساذج الذي يعمل ممرضًا في أحد مستشفيات العاصمة ولديه ابن واحد، اسمه وحيد. كريّم يأخذ معهم شادية، وهي قريبة من عائلته، لمساعدتهم في تدبير شؤون المنزل.
في المنزل الشاطئي الذي يستأجره، يحاول كريّم التأقلم مع سلوك أهل زوجته الجدد، ومع الفضول الكوميدي لصاحب المنزل (حمدة) وزوجته (راقية) اللذان يراقبان المستأجرين من الإستوديو المجاور، إضافة إلى مشاكل رفيق، مساعد كريّم المخلص في مكتب المحاسبات الخاص به، والمتاعب التي يسببها ناجي، بقال الحي، وصديقه بوراوي.

## الشخصيات
- كمال التواتي: «كريّم» خبير محاسب، مستأجر منزل شاطئي
- لطفي الدزيري: «بهاء» أستاذ جامعي، زوج شقيقة زوجة كريّم
- محمد قريع: «عميرات» ممرض، زوج شقيقة زوجة كريّم
- جعفر القاسمي: «ناجي» بقال بجانب المنزل الذي استأجره كريّم
- محمود الأرناؤوط: «حمدة» صاحب المنزل الذي استاجره كريّم
- أمال سفطة: «راقية» زوجة حمدة
- أميرة الرزقي: «هناء» زوجة عميرات
- دارين حداد: «حياة» زوجة كريّم والشقيقة الصغرى لهناء
- ليلى المصمودي: «هادية» زوجة بهاء والشقيقة الكبرى لهناء وحياة
- إكرام عزوز: «رفيق» مساعد كريّم في مكتب المحاسبات
- الشاذلي العرفاوي: «بوراوي» صديق ناجي
- منى شورى: «شادية» قريبة كريّم ومساعدة في شؤون المنزل
- فهمي بن زينب: «وحيد» ابن عميرات وهناء
- لطيفة القفصي: «ربح» والدة عميرات

## فريق العمل
| العمل     | صاحب العمل             |
| --------- | ---------------------- |
| الإنتاج   | مؤسسة التلفزة التونسية |
| الموسيقى  | ربيع الزموري           |
| السيناريو | حاتم بلحاج             |
| الإخراج   | أحمد رجب ونبيل بالسيدة |

## وصلات خارجية
- دار الخلاعة على موقع قاعدة بيانات الأفلام العربية
- السينما.كوم